# Cândido Borges Monteiro
Cândido Borges Monteiro, primeiro e único barão e visconde com grandeza de Itaúna (Rio de Janeiro, 12 de outubro de 1812 — 25 de agosto de 1872), foi um médico e político brasileiro.

## Vida
Foi vereador, deputado geral, presidente da província de São Paulo, de 26 de agosto de 1868 a 25 de abril de 1869, senador do Império do Brasil de 1868 a 1869 e ministro dos Transportes e da Agricultura de 20 de abril a 25 de agosto de 1872 (Gabinete Rio Branco).
Realizou uma operação de ligadura da aorta abdominal sem anestesia, em 1842, não utilizada na época. O paciente foi amarrado e desmaiou durante a operação.